# Confidences (revue)
Pour les articles homonymes, voir Confidences.
Confidences, sous-titré Le journal des histoires vraies, est un journal hebdomadaire féminin créé en 1938 (ou 1937, selon certaines sources) par Paul Winkler, et publié jusqu'en 1986.

## Histoire
Le courrier des lecteurs de certains journaux féminins donne à Paul Winkler l'idée d'un titre qui serait pour partie consacré aux récits et confidences des lectrices. Il s'inspire également de l'engouement des magazines américains pour les « histoires vraies », qu'incarne notamment le titre True Stories.
Il lance ainsi en avril 1938 Confidences, considéré comme le premier journal d'un nouveau genre : la presse du cœur. Rapidement, à une époque où la presse magazine (sur le modèle américain) est en pleine expansion et démocratisation, le titre voit son succès grandir. En décembre 1938, Confidences est diffusé à 500 000 exemplaires ; en 1939, à près d'un million d'exemplaires.
La publication de Confidences cesse en 1940, interdite par le régime de Vichy qui déchoit également Paul Winkler de la nationalité française, le forçant à l'exil outre-Atlantique. L'éditeur revient en France et relance le titre à la fin de la Seconde Guerre mondiale,.
Confidences cesse totalement de paraître en 1986.

## Contenu
Confidences s'articule en deux parties : des nouvelles sentimentales et romantiques d'une part, des témoignages et récits personnels de lectrices d'autre part.